# Niangua
Niangua é uma cidade localizada no estado americano de Missouri, no Condado de Webster.

## Demografia
Segundo o censo americano de 2000, a sua população era de 445 habitantes.
Em 2006, foi estimada uma população de 490, um aumento de 45 (10.1%).

## Geografia
De acordo com o United States Census Bureau tem uma área de
1,1 km², dos quais 1,1 km² cobertos por terra e 0,0 km² cobertos por água. Niangua localiza-se a aproximadamente 388 m acima do nível do mar.

## Localidades na vizinhança
O diagrama seguinte representa as localidades num raio de 28 km ao redor de Niangua.